# شمس‌آباد (زرندیه)
شمس‌آباد یک منطقهٔ مسکونی در ایران است که در دهستان حکیم‌آباد واقع شده‌است. براساس سرشماری مرکز آمار ایران در سال ۱۳۹۵، این روستا کمتر از سه خانوار جمعیت داشته‌است.